# Roiville

Roiville este o comună în departamentul Orne, Franța. În 1 ianuarie 2022 avea o populație de 133 de locuitori.